# كتاب مدرسي مفتوح
الكتاب المدرسي المفتوح هو كتاب مدرسي مرخص بموجب ترخيص حقوق الطبع والنشر المفتوح، وتم إتاحته على الإنترنت ليتم استخدامه بحرية من قبل الطلاب والمعلمين وأفراد الجمهور. يتم توزيع العديد من الكتب المدرسية المفتوحة إما في الطباعة أو الكتاب الإلكتروني أو الصيغ الصوتية التي يمكن تنزيلها أو شراؤها بتكلفة قليلة أو بدون تكلفة. 
جزء من حركة الموارد التعليمية المفتوحة الأوسع نطاقا،   الكتب المدرسية المفتوحة على نحو متزايد بمثابة حل للتحديات التي تواجه الكتب المدرسية المنشورة تقليديا، مثل شواغل الوصول والقدرة على تحمل التكاليف.  تم تحديد الكتب المدرسية المفتوحة في تقرير هوريزون 2010 لجمعية الإعلام الجديد باعتباره عنصرا من عناصر التقدم السريع للمحتوى المفتوح في التعليم العالي. 

## حقوق الاستخدام
والفرق املحدد بني الكتب املدرسية املفتوحة والكتب املدرسية التقليدية هو أن أذونات حق املؤلف يف الكتب املدرسية املفتوحة تسمح للجمهور باستخدام املواد وتكييفها وتوزيعها بحرية. الكتب المدرسية المفتوحة إما أن تكون موجودة في المجال العام أو يتم إصدارها بموجب ترخيص مفتوح يمنح حقوق الاستخدام للجمهور ما دام ينسب المؤلف.
وتمتد أذونات حقوق الطبع والنشر على الكتب المدرسية المفتوحة لتشمل جميع أفراد الجمهور ولا يمكن إلغاؤها. وتشمل هذه الأذونات الحق في القيام بما يلي:
استخدام الكتاب المدرسي بحرية
إنشاء وتوزيع نسخ من الكتاب المدرسي
تكييف الكتاب المدرسي عن طريق تنقيحه أو دمجه مع مواد أخرى [1] بعض التراخيص المفتوحة تقيد هذه الحقوق للاستخدام غير التجاري أو تتطلب أن تكون الإصدارات المعدلة مرخصة بنفس النسخة الأصلية.

### التراخيص المفتوحة
وفيما يلي بعض الأمثلة على التراخيص المفتوحة:
- المشاع الإبداعي النسبة (CC-BY)
- المشاع الإبداعي غيرالتجاري-الترخيص بالمثل (CC-BY-NC-SA
- المشاع الإبداعي النسبة-الترخيص بالمثل (CC-BY-SA)
- رخصة رخصة جنو الحرة
- الإعفاءات من حق المؤلف التي تضع المواد في المجال العام تشمل:

## القدرة على تحمل التكاليف
تعتبر الكتب المدرسية المفتوحة على نحو متزايد بديلا ميسورا للكتب المدرسية التقليدية في كل من المرحلة الثانية عشرة والثانية والتعليم العالي. [8] في كلتا الحالتين، توفر الكتب المدرسية المفتوحة مدخرات كبيرة ومكثفة وإمكانية تقليص أسعار الكتب المدرسية التقليدية من خلال المنافسة.

## التعليمات
الكتب المدرسية المفتوحة مرنة بطرق لا تكون الكتب المدرسية التقليدية، والتي تعطي المدربين المزيد من الحرية لاستخدامها في الطريقة التي تلبي احتياجاتهم التعليمية على أفضل وجه.
واحد الإحباط المشترك مع الكتب المدرسية التقليدية هو تكرار طبعات جديدة، الأمر الذي يجبر المدرب على تعديل المنهج إلى الكتاب الجديد. أي كتاب مفتوح مفتوح يمكن استخدامه إلى أجل غير مسمى، لذلك المدربين تحتاج فقط تغيير الطبعات عندما يعتقدون أنه من الضروري.
العديد من الكتب المدرسية المفتوحة مرخصة للسماح بالتعديل. وهذا يعني أن المدربين يمكن إضافة أو إزالة أو تغيير المحتوى لتتناسب بشكل أفضل احتياجات الدورة. وعلاوة على ذلك، يمكن أن تسهم تكلفة الكتب المدرسية في بعض الحالات في جودة التعليم عندما يكون الطلاب غير قادرين على شراء المواد المطلوبة. ووجدت لجنة حكومية في فلوريدا بعد مشاورات كبيرة مع المعلمين والطلاب والإداريين أن «هناك أسباب أكاديمية مقنعة لاستخدام الكتب المفتوحة الوصول مثل: تحسين الجودة والمرونة والوصول إلى الموارد والتجارب التفاعلية والتفاعلية النشطة، والعملة من المعلومات الكتب المدرسية، والتعاون المهني الأوسع نطاقا، واستخدام تكنولوجيا التعليم والتعلم لتعزيز الخبرات التعليمية».

## التأليف
ن تعويض المؤلف عن الكتب المدرسية المفتوحة يعمل بشكل مختلف عن نشر الكتب المدرسية التقليدية. وبحكم التعريف، يمنح مؤلف كتاب مفتوح للجمهور الحق في استخدام الكتاب المدرسي مجانا، وبالتالي فإن فرض رسوم على الوصول لم يعد ممكنا. ومع ذلك، فإن العديد من النماذج لدعم المؤلفين تتطور. فعلى سبيل المثال، يدفع ناشئ الكتب المدرسية المفتوح الذي يطلق عليه اسم «فلات وورد كنولدج» رسوم المؤلفين على بيع النسخ المطبوعة والمساعدات الدراسية.وتشمل النماذج المقترحة الأخرى المنح والدعم المؤسسي والإعلانات.

## التشريعات
وسيتاح التشريع «لمنح منح لإنشاء الكتب المدرسية المفتوحة أو تحديثها أو تكييفها» وضمان توفر تلك البرامج التي تم تطويرها بموجب ترخيص مناسب في الكونغرس ال 111 للولايات المتحدة، سواء في مجلس الشيوخ ومجلس النواب. النتائج الخاصة بالكتب المدرسية المفتوحة المفصلة في نص مشروع القانون هي:
وقد مكن نمو الإنترنت من إنشاء المحتوى المفتوح وتبادله، بما في ذلك الموارد التعليمية المفتوحة.
وقد اقترح الرئيس استثمارا فدراليا جديدا كبيرا في إنشاء دورات مفتوحة المصدر على الإنترنت لكليات المجتمع من شأنها أن تجعل التعلم أكثر سهولة، وقابلية للتكيف، وبأسعار معقولة للطلاب.
ولا تزال التكلفة المرتفعة للكتب المدرسية الجامعية تشكل عائقا أمام العديد من الطلاب في تحقيق التعليم العالي، ووفقا للجنة الاستشارية المعنية بالمساعدة المالية للطلاب، فإن 200,000 طالب مؤهل لا يلتحقون بالكلية سنويا بسبب التكلفة.
وأفاد مجلس الكلية أنه في السنة الدراسية 2007-2008، أنفق طالب متوسط ما يقدر بنحو 805 دولارات إلى 1,229 دولار على الكتب والإمدادات الجامعية.
ومن شأن إتاحة الكتب المدرسية المفتوحة ذات الجودة العالية المتاحة للجمهور بشكل عام أن يخفض كثيرا تكاليف الكتب المدرسية وزيادة إمكانية الوصول إلى هذه المواد التعليمية.
يمكن للكتب المدرسية المفتوحة أن تحسن التعلم والتدريس من خلال إنشاء مواد دراسية أكثر مرونة وقابلية للتكيف ويمكن الوصول إليها من خلال استخدام التكنولوجيا.
ولم يصل هذا التشريع إلى أرضية أي من المجلسين للمناقشة أو التصويت قبل اختتام المؤتمر ال 111.

## المشاريع
ويسعى عدد من المشاريع إلى تطوير الكتب المدرسية المفتوحة ودعمها وتعزيزها. اثنين من أبرز المدافعين ومؤيدي الكتب المدرسية المفتوحة وما يتصل بها من مشاريع التعليم المفتوح تشمل مؤسسة ويليام وفلورا هيوليت  ومؤسسة بيل وميليندا غيتس.